# Malmidea
Malmidea is een geslacht van korstmossen behorend tot de familie Malmideaceae. De typesoort is Malmidea piperis.

## Soorten
Volgens Index Fungorum bevat het geslacht 70 soorten (peildatum augustus 2023):
| Soortnaam                   | Auteur(s)                                            | Publicatiejaar |
| --------------------------- | ---------------------------------------------------- | -------------- |
| Malmidea albomarginata      | Kalb & J. Hern.                                      | 2021           |
| Malmidea allobakeri         | Kalb & M. Cáceres                                    | 2021           |
| Malmidea allopapillosa      | Kalb                                                 | 2021           |
| Malmidea amazonica          | (Redinger) Kalb, Rivas Plata & Lumbsch               | 2011           |
| Malmidea atlantica          | (M. Cáceres & Lücking) M. Cáceres & Kalb             | 2011           |
| Malmidea atlanticoides      | Kalb & M. Cáceres                                    | 2021           |
| Malmidea attenboroughii     | Kukwa, Guzow-Krzemińska, Kosecka, Jabłońska & Flakus | 2019           |
| Malmidea aurigera           | (Fée) Kalb, Rivas Plata & Lumbsch                    | 2011           |
| Malmidea bacidinoides       | (Lücking) Kalb & Lücking                             | 2011           |
| Malmidea badimioides        | (M. Cáceres & Lücking) M. Cáceres & Kalb             | 2011           |
| Malmidea bakeri             | (Vain.) Kalb, Rivas Plata & Lumbsch                  | 2011           |
| Malmidea ceylanica          | (Zahlbr.) Kalb, Rivas Plata & Lumbsch                | 2011           |
| Malmidea chrysostigma       | (Vain.) Kalb, Rivas Plata & Lumbsch                  | 2011           |
| Malmidea cineracea          | Breuss & Lücking                                     | 2015           |
| Malmidea cinereonigrella    | (Vain.) Kalb                                         | 2011           |
| Malmidea coralliformis      | Kalb                                                 | 2011           |
| Malmidea corallophora       | Aptroot & Schumm                                     | 2012           |
| Malmidea demutans           | (Nyl.) Lücking                                       | 2021           |
| Malmidea duplomarginata     | (Papong & Kalb) Kalb & Papong                        | 2011           |
| Malmidea eeuuae             | Kalb                                                 | 2011           |
| Malmidea fellhaneroides     | (Lücking) Kalb & Lücking                             | 2011           |
| Malmidea fenicis            | (Vain.) Kalb, Rivas Plata & Lumbsch                  | 2011           |
| Malmidea flavimarginata     | Lücking, N. Marín & Álvaro                           | 2023           |
| Malmidea flavopustulosa     | (M. Cáceres & Lücking) M. Cáceres & Kalb             | 2011           |
| Malmidea floridensis        | (Nyl.) M. Cáceres, Aptroot & Lücking                 | 2017           |
| Malmidea fulva              | (Malme) Kalb & van den Boom                          | 2014           |
| Malmidea furfurosa          | (Tuck. ex Nyl.) Kalb & Lücking                       | 2011           |
| Malmidea fuscella           | (Müll. Arg.) Kalb & Lücking                          | 2011           |
| Malmidea granifera          | (Ach.) Kalb, Rivas Plata & Lumbsch                   | 2011           |
| Malmidea gyalectoides       | (Vain.) Kalb & Lücking                               | 2011           |
| Malmidea hechicerae         | Kalb                                                 | 2021           |
| Malmidea hernandeziana      | Kalb                                                 | 2021           |
| Malmidea hypomelaena        | (Nyl.) Kalb & Lücking                                | 2011           |
| Malmidea incrassata         | Kalb                                                 | 2012           |
| Malmidea indica             | (D.D. Awasthi & M.R. Agarwal) Hafellner & T. Sprib.  | 2011           |
| Malmidea inflata            | Kalb                                                 | 2011           |
| Malmidea isidiifera         | Kalb                                                 | 2021           |
| Malmidea isidiopiperina     | Lücking, B. Moncada & Álvaro                         | 2023           |
| Malmidea leptoloma          | (Müll. Arg.) Kalb & Lücking                          | 2011           |
| Malmidea leucogranifera     | M. Cáceres & Lücking                                 | 2012           |
| Malmidea leucopiperis       | Kalb                                                 | 2021           |
| Malmidea nigromarginata     | (Malme) Lücking & Breuss                             | 2015           |
| Malmidea pallidoatlantica   | M. Cáceres, V.M. Santos & Aptroot                    | 2013           |
| Malmidea papillitrailiana   | Lücking, B. Moncada & Álvaro                         | 2023           |
| Malmidea papillosa          | Weerakoon & Aptroot                                  | 2014           |
| Malmidea perisidiata        | (Malme) Kalb & Lücking                               | 2011           |
| Malmidea perplexa           | Kalb                                                 | 2011           |
| Malmidea piae               | (Kalb) Kalb                                          | 2011           |
| Malmidea piperina           | (Zahlbr.) Aptroot & Breuss                           | 2015           |
| Malmidea piperis            | (Spreng.) Kalb, Rivas Plata & Lumbsch                | 2011           |
| Malmidea plicata            | Weerakoon & Aptroot                                  | 2016           |
| Malmidea polisensis         | (Vain.) Kalb, Rivas Plata & Lumbsch                  | 2011           |
| Malmidea polycampia         | (Tuck.) Kalb & Lücking                               | 2011           |
| Malmidea psychotrioides     | (Kalb & Lücking) Kalb, Rivas Plata & Lumbsch         | 2011           |
| Malmidea reunionis          | Kalb                                                 | 2012           |
| Malmidea rhodopisoides      | Kalb                                                 | 2021           |
| Malmidea rhodopsis          | (Tuck.) Kalb, Rivas Plata & Lumbsch                  | 2011           |
| Malmidea sanguineostigma    | Weerakoon & Aptroot                                  | 2013           |
| Malmidea sorediifera        | (Fée) Lücking                                        | 2023           |
| Malmidea sorsogona          | (Vain.) Kalb, Rivas Plata & Lumbsch                  | 2011           |
| Malmidea subaurigera        | (Vain.) Kalb, Rivas Plata & Lumbsch                  | 2011           |
| Malmidea subcinerea         | Kalb                                                 | 2021           |
| Malmidea subgranifera       | (Kalb & Elix) Kalb & Elix                            | 2011           |
| Malmidea sulphureosorediata | M. Cáceres, D.A. Mota & Aptroot                      | 2013           |
| Malmidea taytayensis        | (Vain.) Kalb, Rivas Plata & Lumbsch                  | 2011           |
| Malmidea trailiana          | (Müll. Arg.) Kalb, Rivas Plata & Lumbsch             | 2011           |
| Malmidea tratiana           | Kalb & Mongk.                                        | 2012           |
| Malmidea variabilis         | Kalb                                                 | 2011           |
| Malmidea vinosa             | (Eschw.) Kalb, Rivas Plata & Lumbsch                 | 2011           |
| Malmidea volcaniana         | Kalb & J. Hern.                                      | 2021           |